# 71-638
71-638 (согласно Единой нумерации) — сочленённый шестиосный трамвайный вагон Усть-Катавского вагоностроительного завода с полностью низким уровнем пола. Выпущено 4 экземпляра.

## Конструкция
Трамвайные вагоны модели 71-638-02 имеют 100% низкий пол, две кабины, двустороннее открытие дверей — по пять с каждой стороны, 46 мест для сидения пассажиров, два места для пассажиров с ограниченными возможностями, в том числе передвигающихся на кресле-коляске. Кабина водителя и салон трамвая оборудованы системами климат-контроля.
Трамвайные вагоны оснащены навигационно-связным комплексом, включающим информационную систему, системы видеорегистрации, кругового обзора, активной безопасности, контроля состояния водителя и оплаты проезда.

## Модификации
- Поллукс (71-638) — односторонний трамвай с одной кабиной, рассчитан на движение в одном направлении, имеет двери только на одной стороне вагона[3].

- Поларис (71-638-02) — двусторонний, с двумя кабинами — по одной на каждом конце для движения «туда-обратно». Двери расположены с обеих сторон: по пять дверей каждой по две створки и одна одностворчатая с каждой стороны.

## Эксплуатация
В 2024–2025 году четыре трамвая модели 71-638-02 «Поларис» поступили в Санкт-Петербург. Вагоны эксплуатируются в регулярном движении на городских маршрутах.
| Город           | Модификация         | Количество | Бортовые номера |
| --------------- | ------------------- | ---------- | --------------- |
| Санкт-Петербург | 71-638-02 «Поларис» | 4          | 5810 — 5813     |